# Johannes Müller (Statistiker)
Johannes Müller (* 22. Oktober 1889 in Königsberg in Preußen, Provinz Ostpreußen; † 14. Februar 1946 in Weimar, Land Thüringen) war ein deutscher Nationalökonom und Statistiker.

## Leben
Johannes Müller war der jüngste Sohn des Orientalisten und Hochschullehrers August Müller (1848–1892). Nach dem Besuch der Gymnasialvorschule (1895–1898), Stadtgymnasium Halle (1898–1902) und der Landesschule Pforta (1902–1908) erwarb er daselbst Ostern 1908 des Reifezeugnis. Anschließend begann er ein Studium an der Universität Halle: Studierte er im ersten Semester noch Mathematik, Naturwissenschaften und Volkswirtschaftslehre, wandte er sich dann den Staatswissenschaften in Verbindung mit Geographie und Jurisprudenz zu, besonders unter Johannes Conrad (1839–1915), Hellmuth Wolff (1875–1961) und Hans Gehrig (1882–1968). Am 19. Mai 1911 erhielt er die daselbst die Doktorwürde verliehen, seine Dissertation trug den Titel „Abriß einer Geschichte der Theorie von den Produktionsfaktoren“.
Nach dem ersten juristischen Staatsexamen (1912) war Müller zunächst Volontär beim Statistischen Amt der Stadt Halle, bevor er als wissenschaftlicher Mitarbeiter bei der Zentralstelle des Deutschen Städtetages tätig war. Kriegsbedingt übernahm er 1915 die Leitung des Lebensmittelamtes Jena und 1916 eine Referatsleitung im Thüringer Ernährungsamt. 1921 wurde Müller, zunächst kommissarisch, mit der Leitung des Thüringischen Statistischen Landesamtes in Weimar betraut, welchem er bis zu seinem Tod, zuletzt als Oberregierungsrat, vorstand. Während seiner Weimarer Zeit habilitierte sich Müller im Jahr 1922 an der Universität Jena und lehrte dort als Privatdozent Statistik, ab 1929 als nebenamtlicher außerordentlicher Professor und seit 1940 als außerplanmäßiger Professor. Er war Mitglied der Weimarer Freimaurerloge Anna Amalia zu den drei Rosen.
Zu Anfang des Jahres 1946 wurde Müller ohne Angabe von Gründen von der sowjetischen Militäradministration verhaftet und soll während der Untersuchungshaft angeblich Selbstmord verübt haben. Verheiratet war Müller seit 1914 mit Walli Helene Maria Garchow, mit der er zusammen zwei Söhne und zwei Töchter hatte.

## Werke (Auswahl)
- Abriss einer Geschichte der Theorie von den Produktionsfaktoren. Inaugural-Dissertation zur Erlangung der Doktorwürde der hohen philosophischen Fakultät der Vereinigten Friedrichs-Universität Halle-Wittenberg. Halle a.S. 1911 (archive.org).
- Thüringen als Verwaltungseinheit (= Die Thüringer Einheitsbewegung. Heft 2). Gebr. Richters Verlagsanstalt, Erfurt 1919.
- Grundriß der deutschen Statistik. Ein Grundriß für Studium und Praxis:
  - Theorie und Technik der Statistik. Teil I. Verlag G. Fischer, Jena 1927.
  - Deutsche Wirtschaftsstatistik. Teil II. Verlag G. Fischer, Jena 1925.
  - Deutsche Bevölkerungsstatistik. Teil III. Verlag G. Fischer, Jena 1926.
  - Deutsche Kulturstatistik (einschließlich der Verwaltungsstatistik). Teil IV. Verlag G. Fischer, Jena 1928.
- Der Mitteldeutsche Industriebezirk. Verlag G. Fischer, Jena 1927.
- Wirtschaftskunde des Landes Thüringen. H. Böhlau Nachfolger, Weimar 1928.
- Thüringen und seine Stellung in und zu Mitteldeutschland. R. Wagner & Sohn, Weimar 1929.
- Einführung in die Konjunkturstatistik. Verlag G. Fischer, Jena 1936.
- Wirtschaftskunde von Deutschland. Hans Buske Verlag, Leipzig 1936.
- Die Industrialisierung der deutschen Mittelgebirge. Verlag G. Fischer, Jena 1938.